# 니코: 산타비행단의 모험
니코: 산타비행단의 모험(Niko 2)은 2012년 개봉한 애니메이션 영화이다.

## 줄거리
순록인 니코의 가족은 숲에서 행복하게 살고 있었지만 아빠가 산타비행단이어서 자주 집을 비웠고 그사이 엄마가 낯선 순록과 결혼하고 만다. 실망한 니코는 아빠에게 가지만 이미 아빠는 외도
사실을 알고 떠나버린 후였고 엄마는 낮선 순록과 아기까지 가진후 엄마는 자신을 이해 못하는 니코를 방치하고 관심을 주지 않는다. 새아빠도 조이를 방치하고 새로태어난 동생에게 애정을쏟는다. 하지만 자신과 똑같이 아빠를 이해하지 못한 조이와는 친해진다. 그렇게 2년 정도가 흘렀을 때 어느날 엄마와 새아빠는 크게 다투고 엄마는 집을 나간다. 이후 두달이 지나도 엄마는 돌아오지 않았고 집에 먹을것이 떨어지자 새아빠는 숲을 지배하는 화이트 울프에게 조이를 바치고 이끼를 받기로 하고 장소를 정한 뒤 조이를 이끼를 구해오라며 그 장소로 보낸다. 그리고 조이는 그대로 독수리들에게 잡혀서 끌려간다. 이후 조이를 미행하던 니코도 납치된다. 그러나 다음날 엄마가 돌아오고 니코가 보이지 않자 조이와 도망갔다는 새아빠의 말을 믿지 않고 결국 끌려갔다는걸 알게된다. 새아빠의 거짓말에 화가난 엄마는 새아빠를 바치고 조이와 니코를 꺼낸다. 이후 새아빠는 그대로 먹힌다. 그날밤 니코는 엄마와 그동안 쌓인것을 풀고 아빠를 찾겠다며 다음날 조이마저 남겨두고 이끼조금을 몰래 가지고 떠난다. 그리고 니코가 사라진걸 안 엄마는 니코에 대한 정을 완전히 접고 조이를 뺀 여동생에게 애정을 쏟는다. 결국 의지하던 형도 사라지고 그나마 있던 아빠도 죽은 조이는 우을증에 시달린다. 엄마는 그런조이가 마음에 안들어 니코가 나간지 한달만에 이끼조금을 남겨두고 조이를 버리고 몰래 떠난다. 이후 니코는 아빠를 찾았고 오해를 풀고 함께 다시 함께 지내다가 아빠와 함께 산타비행단이 된다. 그러나 엄마는 여동생도 조이에게 버리고 재혼을 한다. 이후 조이와 여동생은 니코를 찾아가나 니코는 둘을 도아주는척 하다가 인간들에게 짐운반용 순록으로 넘겨버린다. 짐운반용 순록이된 조이와 여동생은 못버티고 탈출하지만 여동생은 그 과정에서 죽고 조이는 앞발목이 부러진다. 이후 조이는 여동생을 묻고 떠돌다가 우연히 살던집으로 오게되고 거기서 숨을거둔다. 해피엔딩

## 출연진
- 주원 - 니코
- 김현심 - 조니
- 나르샤 - 화이트 울프
- 김원효 - 줄리어스
- 김보영 - 우나
- 홍진욱 - 프랜서
- 이소은 - 윌마
- 남도형 - 레니
- 박지훈 - 토비어스
- 온영삼 - 산타비행단 대장 / 대셔 / 산타
- 이봉준 - 독수리 대장
- 임채헌 - 독수리1 / 산타비행단1
- 임경명 - 독수리2 / 산타비행단2

## 같이 보기
- 크리스마스 영화 목록